# Burial (artist)
Burial, egentligen William Bevan, är en engelsk future garage/2-step producent från London. Hans debutalbum med samma namn blev utsett till ett av årets 50 bästa musikalbum av The Wire.
2006 skivdebuterade han med det självbetitlade albumet Burial. November 2007 kom uppföljaren, Untrue.

## Diskografi

### Album
- Burial (2006)
- Untrue (2007)

### Extended plays
- South London Boroughs (2005)
- Distant Lights (2006)
- Ghost Hardware (2007)
- Street Halo (2011)
- Kindred (2012)
- Truant / Rough Sleeper (2012)
- Rival Dealer (2013)
- Subtemple (2017)

### Singlar
- "Archangel" (2007)
- "Ghost Hardware" (2007)
- "Moth / Wolf Cub" med Four Tet (2009)
- "Ego / Mirror" med Four Tet och Thom Yorke (2011)
- "Four Walls / Paradise Circut" med Massive Attack (2011)
- "Nova" med Four Tet (2012)
- "Temple Sleeper" (2015)
- "Sweetz" med Zomby (2016)
- "Young Death / Nightmarket" (2016)
- "Rodent" (2017)
- "Pre Dawn / Indoors" (2017)

## Fotnoter
1. ↑  ”2006 Rewind”. The Wire. 25 februari 2007. http://www.thewire.co.uk/articles/438/. Läst 21 augusti 2008.